# سیارک ۴۳۰۴
سیارک ۴۳۰۴ (به انگلیسی: 4304 Geichenko، نامگذاری:1973SW4) چهار هزار و سیصد و چهارمین سیارک کشف شده‌است که در ۲۷ سپتامبر ۱۹۷۳ کشف شد.
قدر مطلق سیارک برابر ۱۳٫۶۰ است.